# Titularbistum Sault Sainte Marie in Michigan
Sault Sainte Marie in Michigan ist ein römisch-katholisches Titularbistum. 
Am 29. Juli 1853 wurde in den USA das Apostolische Vikariat Upper Michigan aus dem Territorium der Erzdiözese Detroit errichtet, welches am 9. Januar 1857 zum Bistum erhoben wurde und damit den Namen Sault Sainte Marie erhielt. Am 23. Oktober 1865 in Sault Sainte Marie-Marquette geändert, wurde es am 3. Januar 1937 in Bistum Marquette umbenannt. 
1995 wurde Sault Sainte Marie in Michigan als Titularbistum wiedererrichtet und im folgenden Jahr erstmals vergeben.
| Titularbischöfe von Satrianum |                      |                                         |                 |                 |
| Nr.                           | Name                 | Amt                                     | von             | bis             |
| 1                             | Allen Henry Vigneron | Weihbischof in Detroit (Michigan) (USA) | 12. Juni 1996   | 10. Januar 2003 |
| 2                             | Francis Kane         | Weihbischof in Chicago (Illinois) (USA) | 24. Januar 2003 |                 |